# 拱墅区
拱墅区（きょうしょ-く）は中華人民共和国浙江省杭州市に位置する市轄区。

## 行政区画
- 街道：拱宸橋街道、湖墅街道、米市巷街道、小河街道、和睦街道、大関街道、上塘街道、祥符街道、康橋街道、半山街道、天水街道、武林街道、長慶街道、潮鳴街道、朝暉街道、文暉街道、東新街道、石橋街道